# شين شيانغفو
شين شيانغفو (ولدَ في 27 مايو 1957 في بكين) هوَ لاعب كرة قدم صيني سابق ومُدرب.